# 周雨
周雨（1992年5月19日—），男，江苏泗阳人，中国乒乓球运动员，左手横握球拍，两面反胶弧圈球结合快攻打法，2021年10月宣布退出中国国家队。

## 生平
周雨生于江苏省泗阳县，2000年离乡前往河南省打球，2007年入选中国国家二队，2010年进入国家一队，2011年进入八一队。2012年，周雨在中国全国乒乓球锦标赛男单决赛中战胜方博，夺得冠军。2013年，周雨在中国第十二届全国运动会获得乒乓球男双冠军（搭档樊振东），男团冠军。2016年，周雨在中国全国乒乓球锦标赛中获得男双冠军（搭档樊振东），男单亚军。
2013年，周雨和王励勤搭档，出战世界乒乓球锦标赛男双比赛，半决赛负于中华台北的庄智渊/陈建安组合，获得季军。
2015年，周雨和樊振东搭档，出战世界乒乓球锦标赛男双比赛，一路闯入决赛，负于“胸咚”组合张继科/许昕组合，获得亚军。
2021年10月13日，周雨宣布告别国家队。

## 技术特点
周雨身高手長，打法凶狠，其遠檯反手反拉更是其絕殺武器，唯對比一流高手如王皓、許昕等絕頂高手，仍有改善空間。